# Mary Katherine Blackwood
Mary Katherine Blackwood è la protagonista del romanzo di Shirley Jackson del 1962, Abbiamo sempre vissuto nel castello. Soprannominata "Merricat"  è una diciottenne psicotica che vive con la sorella maggiore Constance e lo zio disabile Julian in una tenuta isolata nel Vermont.

## Il personaggio
Mary Katherine è la secondogenita della famiglia Blackwood, che vive in una grande casa isolata. Dimostrando accenni di squilibrio mentale sempre più evidenti, a dodici anni avvelena i genitori, il fratello minore e gli zii mescolando dell'arsenico nello zucchero servito per condire delle more a cena: gli unici superstiti della strage sono la sorella maggiore Constance (Mary Katherine sapeva che non avrebbe mangiato lo zucchero) e lo zio Julian, rimasto gravemente ferito nel fisico e nella mente dall'accaduto. La colpa ricade su Constance, essendo stata lei a preparare la cena, e la ragazza, pur intuendo la responsabilità di Mary Katherine, non disse nulla per proteggerla. Constance viene scagionata dalle accuse, ma da allora si isola nella tenuta Blackwood a occuparsi della casa e di Julian, mentre Mary Katherine si reca settimanalmente nel paese vicino per le compere. L'ostilità degli abitanti verso i superstiti della famiglia Blackwood porta Mary Katherine a sviluppare a sua volta un forte odio represso nei loro confronti.
Nel prologo del romanzo, Mary Katherine si descrive così:
Nonostante la sua età, nel romanzo Mary Katherine si comporta in modo molto più immaturo, agendo con violenta impulsività quando è arrabbiata e perdendosi nelle sue fantasie fuori dal comune, che spesso confonde con la realtà. Per affrontare la sua vita isolata, la ragazza adotta una serie di comportamenti ossessivi.
La routine dei Blackwood subisce una brusca interruzione con l'arrivo nella villa del cugino Charles, che intende riportare una certa normalità nella vita di Constance, notando il comportamento insolito di Merricat. Quest'ultima, estremamente turbata all'idea di apportare cambiamenti alla sua vita, appicca un incendio in casa che porta alla distruzione dell'abitazione e alla morte di Julian per infarto. Con l'allontanamento di Charles, Mary Katherine e Constance riprendono la loro vita isolata all'interno della villa malmessa.

## Caratterizzazione
Marisa Silver vede il monologo di apertura di Merricat come "sfrontato, inquietante, ovviamente inaffidabile e assolutamente disarmante". Joyce Jackson ritiene che l'isolamento di Merricat e della sua famiglia riflettano l'agorafobia di Jackson, notando come Mary Katherine sia così terrorizzata alla prospettiva di un cambiamento da preferire letteralmente bruciare il mondo intorno a lei piuttosto che accettarlo.
A causa della malattia mentale del personaggio, viene considerata dai più una narratrice inaffidabile; Angela Slatter, per descrivere Merricat, cita il film I soliti sospetti: "La beffa più grande che il diavolo abbia mai fatto è stato convincere il mondo che lui non esiste". Afferma che Jackson è riuscita a far simpatizzare i lettori con Mary Katherine, "facendoli innamorare di questa ragazza strana e distrutta", salvo poi "spezzare loro il cuore" rivelando la sua vera natura con il colpo di scena del climax, descrivendola come "pericolosamente gelosa; quando si prospetta una sorta di felicità... Merricat fa del suo meglio distruttivo per mandarla all'aria".

## Accoglienza
Lynette Carpenter, sulla rivista Frontiers: A Journal of Women Studies, vede Merricat da un punto di vista più femminista: Nel suo articolo "L'istituzione e la preservazione del potere femminile in Abbiamo sempre vissuto nel castello di Shirley Jackson", afferma che Merricat ha sferrato un colpo contro "l'autorità maschile" perché il potere si è spostato dagli "uomini di Blackwood alle donne di Blackwood". Così Merricat, mostrando una "forzata istituzione di potere" sulla propria vita, "minaccia una società in cui gli uomini detengono il potere primario" e questa dimostrazione di potere "porterà inevitabilmente allo scontro".
Judith Colombo di The Weekly Gleaner vede Merricat come "il perfetto eroe tragico " per come cerca disperatamente di prendersi cura della sua famiglia, ma quando i suoi mezzi educati e magici falliscono, si rivolge a "metodi più disperati".